# Pellenes apacheus
Pellenes apacheus är en spindelart som beskrevs av Lowrie, Gertsch 1955. Pellenes apacheus ingår i släktet Pellenes och familjen hoppspindlar. Inga underarter finns listade i Catalogue of Life.